# Lockout (película)
Lockout (MS1: Máxima seguridad en España y Prisionera del espacio en Hispanoamérica) es una película francesa de ciencia ficción dirigida por James Mather y Stephen St. Leger. La película se estrenó el 15 de junio de 2012 en España.

## Sinopsis
La acción transcurre en el año 2079. La MS1 es una prisión experimental en el espacio exterior, en órbita a 50 millas de la Tierra, donde los 500 criminales más peligrosos del planeta se encuentran retenidos en un estado de «letargo» inducido. A la cabeza de una misión humanitaria, la hija del presidente de los Estados Unidos, Emilie Warnock (Maggie Grace) llega a bordo de la prisión justo antes del estallido de un motín. Emilie y los trabajadores de la MS1 son tomados como rehenes por los violentos internos. El presidente Warnock decide enviar al agente Snow (Guy Pearce) a la MS1 con la única misión de salvar a Emilie a toda costa. Snow es un convicto encerrado por conspiración y espionaje contra los Estados Unidos.

## Reparto
- Guy Pearce como Marion Snow.[4]
- Maggie Grace como Emilie Warnock.[4]
- Vincent Regan como Alex.[5]
- Joe Gilgun como Hydell.[5]
- Lennie James como Harry Shaw.[5]
- Peter Stormare como Scott Langral.[6]

## Trascendencia
La película recaudó en su apertura de fin de semana 6.231.836 dólares en Estados Unidos, y fue estrenada el 13 de abril de 2012.